# Bob Badgley
Robert L. "Bob" Badgley (Detroit, 23 de junio de 1928 - Las Vegas, 24 de febrero de 2012) fue un contrabajista de jazz estadounidense.
Aprendió piano desde los seis años y tocó el trombón en la escuela secundaria. Sirvió en el ejército de los Estados Unidos de 1946 a 1953 en Berlín, donde tocó en bandas (una de las cuales incluía a Chet Baker). Después de su baja trabajó en la costa oeste, tocando con Virgil Gonsalves en el área de la Bahía de San Francisco, y luego con Dick Stabile, Maynard Ferguson, Tommy Gumina, Bobby Troup y Matty Matlock en el sur de California a finales de la década de 1960.  Realizó una gira por todo el mundo con Julie Andrews a finales de la década de 1960 y tocó en Las Vegas con Julie London en 1971. A finales de la década de 1960, En la década de 1970 realizó una gira con Frank Sinatra y fue miembro del trío de Bob Florence de 1979 a 1986 (que acompañó a Sue Raney, entre otros). Realizó giras y grabó varias veces con Joe Williams (1984-1990), y más tarde en la década de 1990 se mudó a Las Vegas, donde enseñó en la Universidad de Nevada-Las Vegas.